# Xaltepuxtla
Xaltepuxtla es una localidad del municipio de Tlaola a 1320 metros sobre el nivel del mar, en el estado de Puebla, México.

## Estructura social y económica
En la localidad hay 3455 habitantes: 1680 hombres y 1775 mujeres. La relación mujeres/hombres es de 1,057. El ratio de fecundidad de la población femenina es de 2.86 hijos por mujer. El porcentaje de analfabetismo entre los adultos es del 21,91% (17,92% en los hombres y 25,69% en las mujeres) y el grado de escolaridad es de 4.44
Derecho a atención médica por el seguro social, tienen 58 habitantes de Xaltepuxtla.
En Xaltepuxtla hay un total de 731 hogares en 657 viviendas, 441 tienen piso de tierra y unos 166 consisten de una sola habitación.
600 de todas las viviendas tienen instalaciones sanitarias, 455 son conectadas al servicio público, 622 tienen acceso a la luz eléctrica. La estructura económica permite a 5 viviendas tener una computadora, a 9 tener una lavadora y 337 tienen una televisión.

## Educación
Aparte de que hay 757 analfabetos de 15 y más años, 78 de los jóvenes entre 6 y 14 años no asisten a la escuela.
De la población a partir de los 15 años 557 no tienen ninguna escolaridad, 774 tienen una escolaridad incompleta. 294 tienen una escolaridad básica y 156 cuentan con una educación post-bósica.
Un total de 175 de la generación de jóvenes entre 15 y 24 años de edad han asistido a la escuela, la mediana escolaridad entre la población es de 4 años.